# Жіул
Жіул (рум. Jiul) — село у повіті Долж в Румунії. Входить до складу комуни Цуглуй.
Село розташоване на відстані 181 км на захід від Бухареста, 12 км на південь від Крайови.

## Населення
За даними перепису населення 2002 року у селі проживали 285 осіб, з них 283 особи (99,3%) румунів. Рідною мовою 283 особи (99,3%) назвали румунську.